# Hamuliakovo
Hamuliakovo és un poble i municipi d'Eslovàquia que es troba a la regió de Bratislava, a l'extrem occidental del país, prop de la frontera amb Àustria.
La primera menció escrita de la vila es remunta al 1242.

## Demografia
| Godina             | 1994 | 2004    | 2014    | 2024    |
| ------------------ | ---- | ------- | ------- | ------- |
| Nombre de persones | 778  | 1108    | 1674    | 3036    |
| Diferència         |      | +42,41% | +51,08% | +81,36% |

| Godina             | 2023 | 2024   |
| ------------------ | ---- | ------ |
| Nombre de persones | 2927 | 3036   |
| Diferència         |      | +3,72% |